# Norská kinematografie
Norská kinematografie je souhrnné označení pro filmy natočené na území nynější Norska. Kvantitativně se jedná o menší evropskou kinematografii. Počet celovečerních filmů natočených mezi lety 1911–2011 činí 699.

## Počátky norského filmu
Na rozdíl od slibně se rozvíjejícího filmového průmyslu v Dánsku a ve Švédsku, nemělo Norsko producentskou osobnost, která by v zemi vybudovala impérium podobné dánské společnosti Nordisk Films kompagni Ole Olsena nebo švédské společnosti Svenska Bio, kterou řídil Charles Magnusson. Za první film norské provenience je považován, dnes ztracený, krátký snímek Nebezpečný život rybáře – Drama na moři (Fiskerlivets farer – Et drama paa havet) Hugo Hermansena, který vznikl mezi lety 1906 a 1908. Za kamerou stál Julius Jaenzon, budoucí kameraman Victora Sjöströma a Mauritze Stillera.
Od roku 1910 byl film především zábavou, domácí produkce však byla téměř nulová. Mezi lety 1906 a 1919 bylo vyrobeno 17 hraných filmů, hlavní inspirací dánská erotická a sociální melodramata, v nichž šlo buď o flirtování mezi bohatými nebo v nich byly líčeny nástrahy a nebezpečí života nižších vrstev.
Nejdůležitějším pionýrem této doby byl Peter Lykke-Seest, původem spisovatel, který jako filmový scenárista začínal v Dánsku a ve Švédsku v roce 1912. Je autorem několika scénářů pro rané filmy Victora Sjöströma a Mauritze Stillera. V roce 1916 založil Lykke-Seest Christiania Film Compagni – první norské filmové studio. V letech 1917–1919 režíroval šest filmů. Nejpopulárnější z nich se jmenoval Příběh jednoho chlapce (Historien om en gut, 1919) a pojednával o Esbenovi, jenž je obviněn z toho, že ukradl hodinky svému učiteli. Chlapec prodá své oblečení a knihy a uteče z domu. Potuluje se po Norsku, dokud ho nedostihne zpráva, že skutečný zloděj byl dopaden a on se může vrátit domů. Tento film byl úspěšný umělecky i ekonomicky a byl exportován do několika zemí. Jediná dochovaná kopie byla objevena v českém Národním filmovém archivu.
Lykke-Seestova produkční společnost nakonec nezaznamenala větší úspěch. Nedařilo se jí prodávat své filmy na klíčový americký trh a zároveň jí situaci zkomplikoval Zákon o veřejném předvádění kinematografických obrazů (Lov om offentlig forevisning av kinematografbilleder) z roku 1913, který upravoval promítání filmů i jejich produkci.
Před rokem 1913 regulovaly promítání jednotlivé společnosti s lokálním působením. Z řad učitelů a členů Společnosti pro morální pokrok (Foreningen til Sædelighetens Fremme) se ovšem začaly ozývat stížnosti na amorálnost a škodlivý vliv filmů. Tlak na to, aby dohled nad filmy převzaly místní komunity, stoupal. Od přijetí tohoto zákona začaly o udělení licence na veřejné promítání filmů rozhodovat rady místních komunit, zároveň byl zaveden i centrální cenzorský dohled.
Vlastníky a provozovateli městských kin se tak postupně staly výhradně obce a městské části. Velká část příjmů (na počátku to bylo až 65 %), které filmové produkce generovaly, plynula do rozpočtu obcí a využívala se k budování kulturní infrastruktury (výstavba muzeí, knihoven, subvence divadlům apod.). Tento netradiční model, který nepočítá s vracením získaných finančních prostředků do produkce, trvá s mírnými obměnami dodnes. Od druhé poloviny 90. let 20. století probíhá postupně privatizace kin. V současnosti je přibližně 20 % kin v rukou soukromých subjektů. Nerovnováha vznikající v takto nastaveném systému se v průběhu let vyrovnávala díky vzniku několika fondů, jež norským producentům zajišťovaly nezbytnou finanční podporu.

## Národní průlom
V roce 1920 vynikly dva filmy, které se inspirovaly mezinárodně ceněnou švédskou produkcí. Norští filmaři se poprvé zaměřili na hledání národních specifik a rozhodli se do hloubky prozkoumat norskou přírodu a venkov. Z dvaceti devíti filmů vyprodukovaných mezi lety 1920 a 1930 se pouhá pětice odehrávala ve městech. Za milník, který zahájil tuto éru, je považován film Cikánka Anna (Fante-Anne) z roku 1920 v hlavní roli s dánskou hvězdou němého filmu Astou Nielsenovou v režii Rasmuse Breisteina. Hrdinkou filmu natočeného podle románu Kristofera Jansona z roku 1879 je adoptovaná cikánka Anna. Haldór, její přítel z dětství, si dívku pochybného původu nesmí vzít. Anna ve vzteku zapálí dům, který Haldór staví pro svou novou nevěstu. Za žhářství je nicméně odsouzen čeledín Jon, který Annu miluje a vinu vezme na sebe. Po návratu z vězení odjedou Anna, Jon a jeho matka do Ameriky. Závěrečný mezititulek informuje diváky, že hrdinové odjíždějí do „země, kde může být každý sám sebou nezávisle na společenském postavení a předsudcích.“
Druhým filmem stejného typu natočeným v roce 1920 byl Velkostatkář na Øverlandu (Kaksen på Øverland) v režii Gustava Adolfa Olsena, který se vyznačuje epičností a melodramatickým happyendem.
Oba snímky předznamenaly vznik žánru, pro nějž se později vžilo označení rurální melodram nebo selský romantický film a v jehož intencích se pohybovala většina norské produkce dvacátých let. Hlavním představitelem tohoto žánru romantizujícího venkovský život, jehož idyličnost se stavěla do kontrastu ke zhýralému životu ve městě a v němž byli hrdinové nuceni překonávat především sociální rozdíly, se stal režisér Rasmus Breistein. Mezi filmy vykazující všechny znaky tohoto žánru patří například Matka země (Markens grøde, 1921) režiséra Gunnara Sommerfeldta podle románu Knuta Hamsuna, raný film Carla Theodora Dreyera Nevěsta z Glomdalu (Glomsdalsbruden, 1926) nebo Breisteinův Svatební průvod v Hardangeru (Brudeferden i Hardanger, 1926).

## Zvukový film před druhou světovou válkou

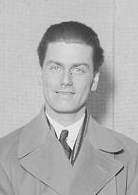
Tancred Ibsen

Prvním norským zvukovým filmem byla komedie Velké křtiny (Den store barnedåpen, 1931) režiséra Tancreda Ibsena, který byl vnukem kulturních ikon Henrika Ibsena a Bjørnstjerne Bjørnsona. Film, jenž byl zároveň debutem tohoto režiséra, se soustředil na život ve městě a inspiroval se civilistní poetikou Reného Claira. Děj snímku se opírá o divadelní hru Oskara Braatena, kterou ovšem výrazně melodramatizuje.
Hlavní zápletkou je pragmatický vztah textilní dělnice Alvhilde a nezaměstnaného introverta Haralda. Harald se stará o Alvhildino dítě a kryje tak skutečnost, že Alvhilde je svobodnou matkou. Když se na scéně objeví biologický otec dítěte, graduje Haraldova proměna, který si při péči o kojence uvědomil, že není tak neschopný, jak ho vnímá okolí. Paralelním motivem je souboj sektářů o duše žen, kterým protestantská církev odmítla svátost křtu a ony se na protest nechaly z jejích řad vyškrtnout.
Film byl nadšeně přijat kritikou i publikem. Jde o ukázku dobového „feelgood“ filmu.
V roce 1932 byla Národní asociací městských kin (KKL) založena produkční akciová společnost Norsk Film A/S. První filmový ateliér v Jar za Oslem byl vybudován v roce 1935.
30. léta jsou érou Tancreda Ibsena. Tento režisér se svou filmografií čítající 20 filmů zůstává dodnes nejproduktivnějším norským režisérem všech dob. Pro tuto dekádu (především pak pro časový úsek 1937–1940) se vžilo označení „zlatý věk“. Dalšími výraznými režiséry tohoto desetiletí jsou Rasmus Breistein, Leif Sinding, Olav Dalgard.

## Kinematografie za nacistické okupace
Během německé okupace (1940–1945) kontrolovali nacisté norskou filmovou produkci, distribuci i projekce. Už za měsíc po dubnové invazi byl zastaven import britských a amerických filmů. Ředitelé kin byli nahrazeni kolaboranty s novým režimem.
Byly promítány propagandistické týdeníky Deustche Wochenschau. Podobně jako v jiných zemích se kina stala místem odporu. Lidé v průběhu týdeníků kašlali a kýchali, při otevřeném vyjádření znechucení se ovšem vystavovali riziku zatčení. Norské odbojové hnutí v obavě z negativního vlivu německých a italských filmů organizovalo bojkot kin, který ovšem nebyl úspěšný, přestože návštěvnost v prvních letech okupace klesla.
Ředitelem filmové produkce na Ministerstvu kultury a informací (Kultur- og Folke opplysningsdepartementet) se stal Leif Sinding, který jako jeden z mála filmových profesionálů, využil možností nabízejících se za nacistické okupace. V průběhu války vznikl jediný otevřeně propagandistický film Vůle mládí (Unge Viljer, 1943) režiséra Waltera Fyrsta.
Nejnavštěvovanějšími snímky byly komedie a thrillery jako například detektivní komedie o nekompetentních soukromých detektivech Zmizení párkaře (Den Forsvundne Pølsemaker, 1941, režie Toralf Sandø). Nejpopulárnějším filmem této doby bylo společensko-kritické melodrama Vigdis (1941, režie Helge Lund) o těhotné dívce, která odmítá udat jméno otce dítěte.

## Poválečná kinematografie

### Poválečné období
Po skončení německé okupace Norska na jaře roku 1945 nastaly razantní změny v rámci vývoje norské kinematografie. Návštěvnost kin provozovaných výhradně místními komunitami prudce stoupla, zejména díky obnovenému importu filmů britské a americké produkce. K nárůstu návštěvnosti také značně přispěly filmové týdeníky (Filmavisen), jejichž úkolem bylo především zprostředkovávání propagandou nezatížených informací o válce. „Týdeníky hrály podstatnou roli v rámci zotavení a stabilizace ekonomické situace poválečného Norska. Staly se tzv. hlasem rekonstrukce.“

### Okupační drama
Druhá světová válka hrála zásadní roli v podobě norského poválečného filmu. Válečná zkušenost a doba okupace dala za vznik novému žánru, tzv. Okupačnímu dramatu. Koprodukční film Bitva o těžkou vodu (Kampen om tungvatnet, 1948) režiséra Tita Vibe-Müllera patřila k nejznámějším dramatům o odboji a byla věrným ztvárněním válečných událostí. Mezi další snímky tohoto typu patřil například film Chceme žít (Vi vil leve, 1946) dvojice Olafa Dalgarda a Rolfa Randalla. Snímek francouzsko-norské koprodukce Uprchlíci do Anglie (Englandsfarere, 1946) Toralfa Sanda se stal modelem pro pozdější okupační dramata, jakými byla Shetlandská banda (Shetlandgjengen, režie Michael Forlong 1954), Kontakt (Nils R. Müller, 1956) nebo Devět životů (Ni liv, režie Arne Skouen, 1957). Okupační dramata jsou typická svým důrazem na akci, autenticitu a příběhy válečných hrdinů. Centrální témata těchto snímků byla následně znovu zpracována v kinematografii osmdesátých let. V těchto filmech došlo k potlačení heroizace ve prospěch nuancovanějšího pohledu na vlastní odbojové hnutí.
V poválečném Norsku vznikly podmínky pro nové režiséry. Svou dráhu nastoupil Arne Skouen, jež patří k jedním z nejproduktivnějších norských režisérů celé historie. Skouen je příkladem tvůrce autorského filmu – u téměř všech svých snímků je uveden také jako scenárista. Dílo tohoto režiséra je do značné míry ovlivněno francouzským poetismem a italským neorealismem. V jeho filmech účinkovali mnohdy amatérští herci v rolích outsiderů volících až drastické kroky k tomu, aby se mohli začlenit zpátky do společnosti. Mezi Skouenovy stěžejní filmy patří kromě Devíti životů jeho autobiografický debut Uličníci (Gategutter, 1949) o dětství v dělnické čtvrti Osla ve 20. letech 20. století. Skouenova pozdější tvorba – Obklíčeni (Omringet, 1960) a Chladné stopy (Kalde spor, 1962) – je spíše psychologickou studií životů lidí, do jejichž osudů zasáhla válka.

### Poválečná komedie
Dalšími zásadními jmény norského poválečného filmu se díky svým komediím stali Nils R. Müller a Edith Carlmarová. Edith Carlmarová byla vůbec první norskou režisérkou. Její debut s názvem Smrt je pohlazení (Døden er et kjærtegn, 1949) je nahlédnutím do intimního vztahu milenců z odlišných společenských tříd, zároveň jde o první norský film ve stylu film noir. Po natočení dvou snímků zabývajících se sociálními problémy se Carlmarová začala věnovat žánru komedie. Obzvláště populární se stala její situační komedie Blázinec na horách (Fjols til fjells, 1957). V padesátých letech vzrostla také popularita romantických komedií. Prvním skutečně komerčně úspěšným norským filmem byl snímek Ženíme se (Vi gifter oss, 1951) Nilse R. Müllera zobrazující každodenní trable mladého páru. Další populární komedie jako Ženino místo (Kvinnens Plass, režie Nils R. Müller, 1956) a Piliny v hlavě (Støv på gjernen, režie Øyvind Vennerød, 1959) se zaměřovaly na nově se definující manželské role.

### Dokumentární film

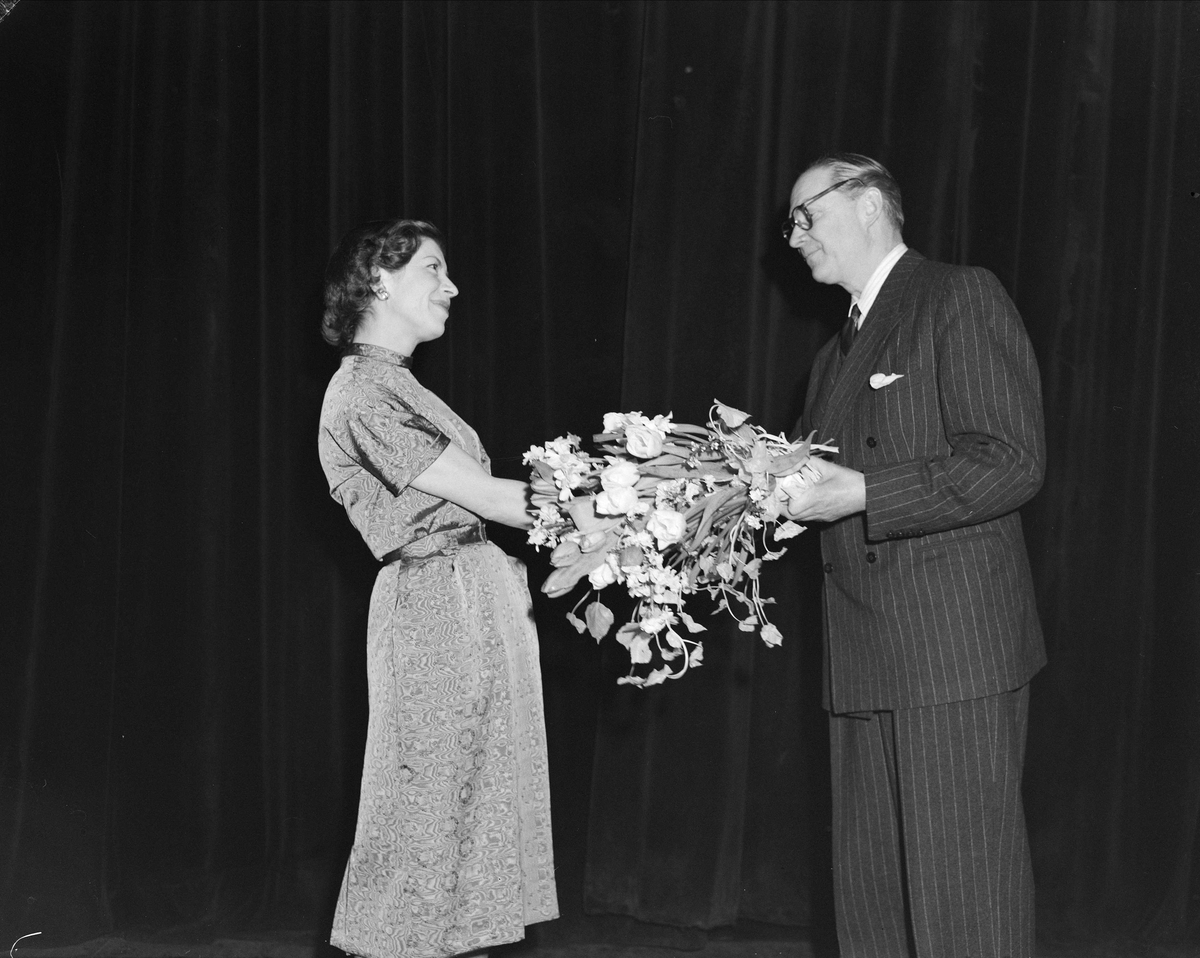
Rønnaug Altenová při premiéře filmu Kranova cukrárna (Kranes konditori, 1951).

Raná padesátá léta byla zlatým věkem norského dokumentárního filmu. Kvalitní a populární cestopisný snímek Thora Heyerdahla Kon-Tiki (1950) vynesl svému autorovi dokonce Cenu Akademie za nejlepší dokument. Režisér Per Høst natočil několik exoticky laděných dokumentů například z Panamy nebo Galapág, přičemž jeho nejznámějším snímkem tohoto období je portrét původního sámského obyvatelstva žijícího v severním Norsku – Sám Jakki (Same Jakki,1957). Příchod televizního vysílání měl na norský dokumentární film negativní dopad. Dokumenty takřka vymizely z kin a jejich produkce v šedesátých letech byla oproti předchozí dekádě třetinová. Rok 1963 byl také rokem ukončení produkce filmových týdeníků.
Díky vládním investicím zastalo podstatnou roli v produkci norských filmů studio Norsk Film A/S v čele s Kristofferem Aamotem, který byl zároveň klíčovou postavou v profesní organizaci Národní asociace městských kin. Navzdory snahám Norsk Film A/S a jednotlivých soukromých studií se poválečné období nevyznačuje rozsáhlou filmovou produkcí. Zejména soukromá filmová studia se potýkala s finančními problémy a často musela ukončit působnost po natočení jednoho či dvou snímků, to platilo i pro většinu norských režisérů této doby. Filmová produkce tohoto období se dá charakterizovat jako společný projekt soukromé sféry a státního sektoru. Téměř automatická podpora všech nově vzniklých filmů společně se snahou minimalizovat náklady, maximalizovat produkci a přizpůsobit tak kvalitu se však značně podepsala na úrovni poválečných snímků . Zásadní předěl nastal v roce 1955, kdy se norská vláda oficiálně přihlásila k primární podpoře populárních filmů. Zatímco v letech 1949 – 1955 dostávají státní podporu především umělecky ambiciózní snímky, od roku 1955 do pozdních šedesátých let jsou podporovány především filmy s komerčním potenciálem. S nástupem televizního vysílání prudce klesla návštěvnost kin a došlo k nástupu nové, mladší generace vzdělanějších filmových diváků.

## Moderní norská kinematografie
Druhá polovina šedesátých let však přinesla zásadní změnu. Generace režisérů působící v padesátých a první polovině šedesátých let přestala být aktivní a na její místo nastoupila generace mladých režisérů zaujímající kreativní přístup. Francouzská nová vlna byla pro mladé režiséry zásadní inspirací a na krátkou dobu se stala norské filmové tvorbě modernistickým modelem.

### Nová vlna a experiment
Mezi přední režiséry inspirované Francouzskou novou vlnou patří Pål Løkkeberg se svým debutem Liv (1967) o jednom dni v životě modelky. Jeho druhý film Exit (1970) byl přímo inspirován tvorbou Jeana-Luca Godarda a svým obsahem a formou nápadně připomíná Bláznivého Petříčka (Pierrot le Fou, 1965). Løkkeberg stejně jako Godard pracuje se záblesky z minulosti, snovými sekvencemi, či rychlým střihem. Ještě více experimentátorský než Løkkeberg byl Lasse Henriksen se svým prvním a zároveň jediným celovečerním filmem s anglickým titulem Love is War (1970). Tato filmová adaptace díla norského spisovatele Johana Borgena zpracována pomocí tehdy revoluční technologie infračervené kamery mu v roce 1971 vynesla Stříbrného medvěda na festivalu v Berlíně. Ačkoli modernistický filmový přístup byl v norské kinematografii výrazněji patrný až od sedmdesátých let, Tancred Ibsen a jeho Tajemný byt (Den hemmelighetsfulle Leiligheten, 1948) byl svým zpracováním předchůdcem této vlny. Modernistickým milníkem je příběh milostného trojúhelníku Lov (Jakten, 1959) Erika Løchena, v němž režisér hojně využívá zcizovacích efektů, a zvláště pak další snímek tohoto režiséra Námitka (Motforestilling, 1972). Námitka je metanarativním filmem, který je politickou kritikou i kritickou esejí týkající se filmového umění. Konec krátkého experimentátorského období se vyznačoval politickým podtextem natáčených snímků a nastínil tak nový trend norské kinematografie

### Politický a sociální film
Do popředí norské kinematografie se začala dostávat sociální a politická témata. Příklady takových filmů byly snímky Stávka! (Streik!, režie Oddvar Bull Tuhus, 1975) a Znásilnění (Voldtekt, režie Anja Breienová, 1971) zaobírající se tématy ekonomické a společenské nespravedlnosti.
Politická kritika a revoluční smýšlení bylo nejvíce patrné v dokumentárním filmu. Témata jako monopolistický kapitalismus, střety mezi továrními zaměstnanci a jejich zaměstnavateli, důsledky objevu ropy a války ve Vietnamu reflektovala ve svých dokumentárních filmech norsko-švédská dvojice Sølve Skagen a Malte Wadman. Hrané filmy autorského tandemu Svend Wam a Petter Vennerød na podobná témata se nesly ještě v anarchističtějším duchu.
Anja Breienová stála později po boku Nicoly Macé, Vibeke Løkkebergové a Laily Mikkelsenové u zrodu ženského proudu v norském filmu. Témata jako feminismus a patriarchální diskriminace našla díky těmto režisérkám pevné místo na filmovém plátně. Právě role ženy ve společnosti se stala jedním ze stěžejních témat norského politického a sociálního filmu. Film Manželky (Hustruer, režie Anja Breienová, 1975) jsou svéráznou parafrází amerického filmu Manželé (Husbands, 1970) Johna Cassaveta. Několikadenní flám tří bývalých spolužaček snímaný na způsob cinema verité se pro svůj emancipační tón a rozjívený humor stal populární nejen v Norsku ale i v dalších skandinávských zemích. V letech 1985 a 1996 natočila Anja Breienová další dva díly (Manželky – deset let poté a Manželky – dvacet let poté), v nichž sledujeme další osudy aktérek. Dalším podstatným filmem této vlny byla Zrada (Løperjenten,Vibeke Løkkebergová, 1981) jež byla po Skouenových Devíti životech (1957) historicky druhým norským filmem distribuovaným v USA. Ačkoli filmy nové „ženské vlny“ znamenaly průlom, pokud šlo o témata a diskurz, kromě Manželek se nedočkaly masové oblíbenosti. Návštěvnost kin nadále klesala, výjimkou byl animovaný film Velká cena Flåklypy (Flåklypa Grand Prix, režie Ivo Caprino, 1975), který dodnes zůstává miláčkem norského publika. Obrovskou popularitu si vydobyla také třináctidílná komediální série Olsenův gang (Olsenbanden) o partičce nepříliš úspěšných kriminálníků natáčená v letech 1969–1984. Navzdory seriózněji laděnému filmovému politickému klimatu tehdejší doby a nepříznivým kritikám se série stala extrémně populární a všechny snímky byly ziskové.

### 80. léta
Začátek 80. let zastihl norskou kinematografii v krizi. Návštěvnost kin klesala a nejhůře dopadala domácí tvorba. Diváci již nestáli o politicky zatížený sociální realismus, který stále ještě dominoval norské produkci. Lidé raději zůstávali doma, než aby navštěvovali norské filmy, neboť preferovali americkou produkci.
V roce 1981 se k moci dostala pravicová vláda a začalo období privatizací. Veřejnoprávní média se začala komercionalizovat, objevují se kabelové televize a dochází k masovému rozšíření videopřehrávače. Všechny tyto společenské změny se podepsaly na znatelném úbytku diváků v kinech.
„Rok 1981 je označován jako „dívčí rok“ (jenteåret). Mezi devíti celovečerními filmy vyprodukovanými toho roku byly snímky tří režisérek (Vibeke Løkkebergové, Anji Breienové a Laily Mikkelsenové), které dále posunuly feministickou perspektivu objevující se v norské kinematografii od 70. let.
Nová generace tvůrců vyrůstala zejména na amerických filmech, což se promítlo do jejich vlastních děl. Politicky zatížené filmy se začaly rozpouštět v zábavnější produkci mezinárodního charakteru. Filmaři doposud přednostně cílící na domácí publikum začali tíhnout k hollywoodskému typu filmů. Jejich těžištěm byl originální a svižně odvyprávěný příběh. Mezi nejvýznamnější filmaře této dekády patří Nils Gaup, který natočil dobrodružný film Stopař (Veiviseren, 1987) na motivy laponské legendy z 12. století. Tento snímek byl v roce 1988 nominován na Oscara za neanglicky mluvený film. 
V roce 1985 vznikla domácí filmová soutěž Amanda (Amandaprisen). Ceny se udělují na mezinárodním filmovém festivalu v Haugesundu. Vítězem prvního ročníku této ceny se stal režisér Ola Solum se svým filmem Pás Orionu (Orions belte, 1985), natočeným v duchu americké tradice akčního filmu. Jedná se o thriller o třech mužích, kteří na Špicberkách náhodně narazí na ruskou špionážní stanici. V návaznosti na tento film vznikla řada podobných akčních snímků produkovaných společností Filmefekt. Např. Po Rubiconu (Etter Rubicon, režie: Leidulv Risan, 1987) nebo Ponor (Dykket, režie Tristan de vere Cole, 1989). „Chlapecká fascinace stroji, helikoptérami, potápěčskými zvony, atomovými bombami a mocenskými rošádami“ dala této kapitole norské kinematografie název „helikoptérové období“. Ve druhé polovině 80. let zaznamenala norská kinematografie výrazný posun, protože byla náhle schopna nabídnout mezinárodně atraktivní snímky. Přestože se stále jednalo jen o dílčí úspěchy, jejich pozitivním efektem bylo, že přilákaly do filmového průmyslu soukromé firmy a podnikatele, kteří se dříve obávali finančního rizika.

### 90. léta

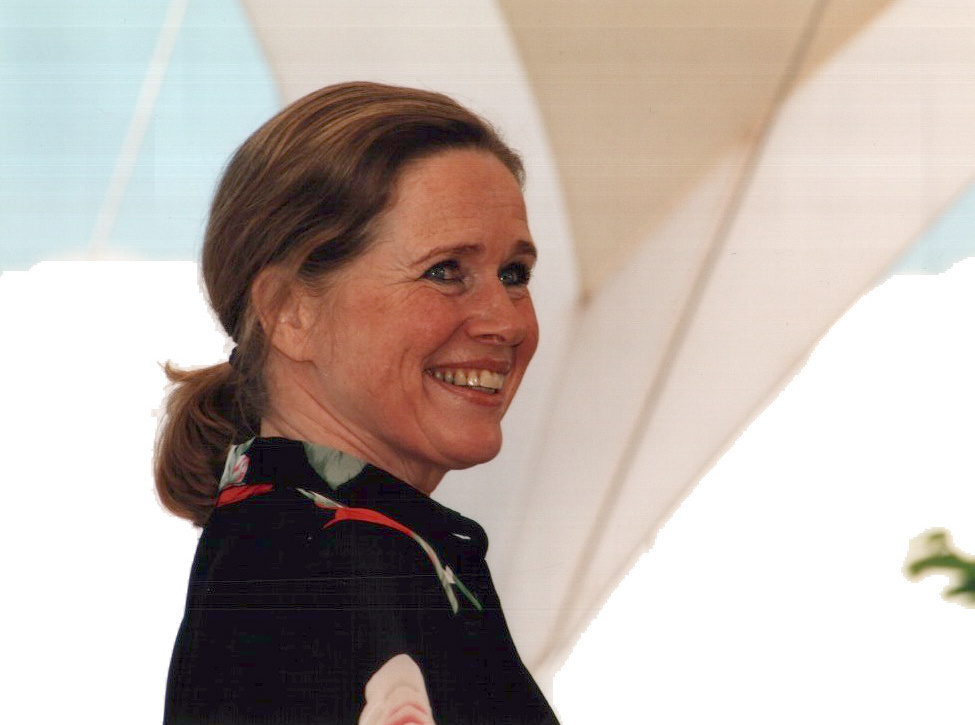
Liv Ullmannová na MMF v Cannes v roce 2000.

Na přelomu 80. a 90. let začínají norští diváci opět chodit na domácí filmy. Z národního dědictví těží tzv. heritage cinema, tedy filmy, které čerpají z norské historie nebo literárních děl. Pozornosti se těší především adaptace románů Knuta Hamsuna, respektive Sigrid Undsetové Telegrafista (Telegrafisten, režie Erik Gustavson, 1993) a Kristina Vavřincová (Kristin Lavransdatter, režie Liv Ullmannová, 1995).
90. léta se nesla ve znamení rozmanitých zdrojů finanční podpory. Kromě státní společnosti Norsk Film A/S, podporovali filmovou produkci regionální centra, Produkční fond pro filmovou a televizní tvorbu a od roku 1994 též Norský filmový institut. Nejednalo se ještě o systematický způsob podpory kinematografie, ale situace byla pro filmaře příznivější než v předchozích letech.
Výsledkem byla kvalitnější filmová produkce a pestřejší složení žánrů. Nadále se točily akční a kriminální filmy, nově se objevil subžánr černé komedie a rozvíjí se také filmy o dospívání, např. Frida – se srdcem na dlani (Frida – med hjertet i hånden, režie Berit Nesheimová, 1991) nebo Přísahám na mou duši (Ti kniver i hjertet, režie Marius Holst, 1994). Kromě žánrových filmů se ale znovu objevují také filmy, které se hlásí k modernistické tradici. Jedná se o divácky méně úspěšné filmy, které ale naopak přitahují pozornost festivalových porot. Mezi nejvýraznější patří snímek Neznámému (Til en ukjent, režie Unni Straumeová, 1990) inspirovaný poetikou Andreje Tarkovského a filmová esej Stella Polaris (Knut Erik Jensen, 1993).
Velkým úspěchem byla další nominace na Oscara za film Druhá tvář neděle (Søndagselngler, režie Berit Nesheimová, 1996) o tápavém dospívání dcery despotického pastora. Festivalových úspěchů také dosáhly filmy Nula stupňů Kelvina (Kjærlighetens kjøtere, režie Hans Petter Moland, 1996) a Pošťák, který nikdy nezvoní (Budbringeren, režie Pål Sletaune, 1997). Symbolem mezinárodního úspěchu této dekády je film Erika Skjoldbjærga Insomnia (1995), drásavý krimifilm odehrávající se za bílých nocí za polárním kruhem, který se dočkal hollywoodského remaku s Al Pacinem.
V roce 1997 vznikla v Lillehammeru filmová škola (Den norske filmskolen), která se stala základním kamenem novodobého úspěchu norské kinematografie. Teprve až v tomto pozdním období dochází k systematickému školení norských filmových profesionálů. První generace v Norsku vystudovaných filmařů se začaly prosazovat až s nástupem nového milénia.

### Norský film po roce 2000
Zatím nejúspěšnější desetiletí norského filmu začala mezinárodním úspěchem snímku Elling (Peter Næss, 2001) o dvou retardovaných kamarádech, který byl vybrán do užší nominace o Oscara za nejlepší neanglicky mluvený film. Následovaly další úspěchy, jak komerční tak festivalové, a norská kinematografie se dnes řadí k předním v Evropě.
Za tímto úspěchem je třeba vidět systematickou a štědrou podporu ze strany státu spolu s rozvážným plánováním a kreativním umem jednotlivých filmařských osobností. V roce 2001 došlo ke sjednocení financování kinematografie pod hlavičkou Norského filmového fondu. Filmům se tak dostává dlouhodobá podpora pokrývající vývoj i propagaci každého projektu. Druhým významným faktorem pro rozvoj norské kinematografie bylo působení ministra kultury Tronda Giskeho v letech 2005 až 2009, který chápal film jako vlajkovou loď norské kultury.
Stát ovšem nepodporuje jen samotnou produkci, ale také distribuci a systém kin. Již v roce 1917 byla kina vyjmuta z rukou soukromníků a přešla pod správu lokálních komunit. Ta nejprve zajišťovala spíše ideologickou kontrolu nad tím, co lidé v kinech uvidí. Postupně se ale jejich funkce proměňovala a veřejnoprávní systém kin se v dnešní době stará zejména o to, aby byla programová nabídka pestřejší, než je tomu u klasických řetězců kin zaměřených na výdělek. Proto norská kina nabízejí více evropských snímků, než kterákoliv jiná země v Evropě.
Téměř čtvrtina norských diváků chodí v současné době na domácí filmy, což je výrazný posun proti minulosti. Norské filmy dnes umí zaujmout na domácím trhu i v zahraničí. Také se výrazně navýšil počet produkovaných titulů. Zatímco v 80. a 90. letech vyráběl norský filmový průmysl přibližně osm filmů ročně, kolem roku 2010 už roční produkce stoupla nad 20 celovečerních hraných snímků.
Norové také dlouhou dobu zápasili s pověstí země věčných debutantů, neboť až 70 % režisérů zde nikdy nenatočilo svůj druhý celovečerní film. Ale i tento trend se dnes začíná měnit a norské filmy můžeme běžně vidět na mezinárodních festivalech. V hlavní soutěži na festivalu v Karlových Varech soutěžil např. snímek Repríza (Reprise, 2004) Joachima Triera, vyprávějící o dvou začínajících literátech, jejichž mladistvé naděje se postupně vytrácejí v neúprosné realitě. Na stejném festivalu později získal cenu za režii Bård Breien za svůj debut Kurz negativního myšlení (Kunsten å tenke negativt, 2006), který je černou komedií o tělesně postiženém Gierrovi, jenž svým sarkasmem a nevítanou upřímností zcela rozvrátí terapeutickou skupinu pozitivní mysli. Výrazný úspěch zaznamenal také alegorický Otravný chlap (Den brysomme mannen, režie Jens Lien, 2006) o dystopickém městě s velmi zvláštními pravidly, který měl světovou premiéru na festivalu v Cannes.
Úspěšné jsou i norské komerční filmy. V roce 2008 vznikl do té doby nejdražší norský film Max Manus, vyprávějící o stejnojmenném norském odbojáři z dob druhé světové války. Návštěvnost v domácích kinech přesáhla jeden milion diváků. O tom, že Norové umějí skloubit kvalitu s komerčním úspěchem, svědčí filmy jako Lovec Trollů (Trolljegeren, režie André Øvredal, 2010) natočený stylem found footage o skupince studentů dokumentárního filmu stopující troly v norské divočině, nebo thriller Lovci hlav (Hodejegere, režie Morten Tyldum, 2011) na motivy stejnojmenné knihy Joa Nesbøho.